# Bigger and Deffer
Bigger and Deffer (BAD) è il secondo album del rapper statunitense LL Cool J, pubblicato il 22 luglio del 1987 dalle etichette Def Jam, Columbia e CBS Records.
Il disco è principalmente ricordato per la "ballad rap" I Need Love. Con oltre due milioni di copie vendute nel mercato statunitense, è il più grande successo commerciale di LL Cool J. Nel 1998, la rivista specializzata The Source inserisce l'album tra i migliori cento del genere hip hop.

## Ricezione
| Recensione                    | Giudizio |
| ----------------------------- | -------- |
| AllMusic                      | [ 1 ]    |
| Los Angeles Times             | [ 5 ]    |
| Q                             | [ 6 ]    |
| The Rolling Stone Album Guide | [ 7 ]    |
| Spin Alternative Record Guide | [ 8 ]    |
| The Village Voice             | C+       |
| RapReviews                    | [ 10 ]   |

L'album ottiene recensioni miste e generalmente i critici sono concordi nell'affermare che non ha eguagliato l'album d'esordio. Jason Birchmeier per Allmusic scrive che l'album è «leggermente deludente» poiché, pur essendo «solido, manca di una scintilla creativa che ha reso Radio un prodotto così rinvigorente solo un paio di anni prima», dichiarando che l'assenza di Rick Rubin qui pesa. Inoltre, secondo Birchmeier, «negli anni trascorsi da quando il rapper aveva pubblicato Radio, la musica rap aveva fatto passi da gigante, a differenza di LL» e all'epoca dell'uscita di BAD aveva dovuto confrontarsi con artisti come Eric B. & Rakim, Kool Moe Dee, Public Enemy e Boogie Down Productions, mentre EPMD, Ice-T, N.W.A. e Big Daddy Kane erano all'orizzonte.»

## Tracce
Testi e musiche di James Todd Smith, Bobby Ervin, Darryl Pierce e Dwayne Simon eccetto dove indicato.
1. I'm Bad – 4:39
2. Kanday – 3:59
3. Get Down – 3:23
4. Bristol Hotel – 2:43 (testo: Mark S. Jordan, Pierce, Simon, Smith)
5. My Rhyme Ain't Done – 2:43
6. .357 – Break It On Down – 4:05 (Jordan, Pierce, Simon, Smith)
7. Go Cut Creator Go – 3:57
8. Breakthrough – 4:04 (testo: Smith, Steve Ett)
9. I Need Love – 5:23 (Ervin/Ettenger/Simon/Smith)
10. Ahh, Let's Get Ill – 3:45
11. The Do Wop – 4:59
12. On the I'll Tip (Skit) – 0:31 (testo: Smith)

Durata totale: 44:11

## Formazione
Crediti adattati secondo Allmusic.
- DJ Pooh - compositore (tracce 4 e 6)
- Robert Ervin - compositore
- Bobby Erving - compositore, produttore, scratching
- Steven Ett - ingegnere audio, missaggio, compositore (traccia 8)
- Glen E. Friedman - fotografia
- Eric Haze - design
- Jay Henry - ingegnere audio
- Rod Hui - ingegnere audio
- L.A. Posse - gruppo di produzione
- LL Cool J - voce, compositore, produttore
- Mark Mandelbaum - ingegnere audio
- Darryl Pierce - compositore
- David Pierce - compositore
- Russell Simmons - supervisore della produzione
- Dwayne "Muffla" Simon - compositore
- Chuck Valle - ingegnere audio, assistente ingegnere audio
- Howie Weinberg	- mastering

## Classifiche

### Classifiche settimanali
| Classifica (1987)         | Posizione massima |
| ------------------------- | ----------------- |
| Regno Unito               | 54                |
| Stati Uniti               | 3                 |
| US Top R&B/Hip-Hop Albums | 1                 |

### Classifiche di fine anno
| Classifica (1987)         | Posizione massima |
| ------------------------- | ----------------- |
| Stati Uniti               | 51                |
| US Top R&B/Hip-Hop Albums | 11                |